# Stevan Ostojić
Stevan Ostojić (en serbe : Стеван Остојић), né le 20 août 1941 à Ostojićevo en Serbie et mort le 15 mai 2022 à Belgrade, est un footballeur serbe, attaquant de l'Étoile Rouge de Belgrade et de l'équipe de Yougoslavie dans les années 1960.
Ostojić n'a marqué aucun but lors de ses deux sélections avec l'équipe de Yougoslavie entre 1964 et 1971.

## Carrière
- 1961-64 : FK Radnički Niš  Yougoslavie
- 1964-70 : Étoile rouge de Belgrade  Yougoslavie
- 1969-70 : AS Monaco  France
- 1970-71 : Étoile rouge de Belgrade  Yougoslavie
- 1971-73 : Fenerbahçe SK  Turquie

## Palmarès

### En équipe nationale
- 2 sélections et aucun but avec l'équipe de Yougoslavie entre 1964 et 1971.

### Avec l'Étoile rouge de Belgrade
- Vainqueur du Championnat de Yougoslavie de football en 1968, 1969 et 1970.
- Vainqueur de la Coupe de Yougoslavie de football en 1968, 1970 et 1971.